# Afrikansk pygméigelkott
Afrikansk pygméigelkott (Atelerix albiventris) är en igelkott som förekommer över stora delar av västra, centrala och östra Afrika. Arten hålls som sällskapsdjur men trots detta är ganska lite känt om dess ekologi.

## Utseende och anatomi
Afrikansk pygméigelkott väger cirka 240–700 gram och är cirka 17–24 cm lång. Därtill kommer en 1,7 till 5 cm lång svans. Allmänt är mjuka delar av pälsen samt taggarna gråbruna till svarta med ljusa avsnitt som ger ett prickigt utseende. Kännetecknande är ett band av vit päls från pannan över halsen till bröstet. Den har cirka 1,5–2,5 cm långa taggar som är 6 000–7 000 till antalet.[källa behövs] De har 36–44 tänder och den bär sina mjölktänder de fyra första månaderna.[källa behövs] Den har fem tår på framfoten och fyra tår på bakfoten.

## Utbredning
Afrikansk pygméigelkott förekommer i västra, centrala och östra Afrika. Dess utbredning sträcker sig från Senegal och södra Mauretanien, i väster‚ genom savannen i Västafrika och norra Centralafrika, till Sudan, Eritrea och Etiopien i öster och vidare söderut i Östafrika, så långt söderut som Malawi och södra Zambia. Det finns även obekräftade observationer från norra Moçambique.

## Ekologi
Den förekommer på gräsrik stäpp och savann med liten undervegetation. Den är insektsätare, men äter även ormar, fågelägg, små däggdjur, frukt och rötter. Den har hög tolerans mot gifter och har observerats äta både skorpioner och giftiga ormar. Under födosökandet kan den vara mycket aktiv och tillryggalägga flera kilometer under ett enda tillfälle. Den är skymnings- och nattaktiv.
Afrikansk pygméigelkott är närsynt och inte särskilt känslig för starkt ljus. De är dock färgblinda. Luktsinnet är igelkottarnas viktigaste sinne. Honan känner igen sina ungar på doften.[källa behövs]
Arten lever solitärt utanför parningssäsongen och söker bara upp andra individer när det är dags för parning. Den placerar sitt bo i naturliga svala håligheter som bergsskrevor, trädhålor och andra djurs övergivna hålor. Arten har tillfälliga bon som används endast en dag och bon som används flera gångar under en längre tid. Dess revir sträcker sig ofta 200–300 meter runt bohålan.
Vanligt är att igelkotten cirkulerar i form av en åtta. Varför är dock inte fastställt, men det kan vara en form av vaktbeteende för att skydda reviret.[källa behövs] Vid fara skyddar den sig likt andra igelkottar genom att kura ihop och resa taggarna. Den kan även bitas.
Parningsleken är lika som hos den vanliga igelkotten (Erinaceus europaeus) där hanen upp till flera timmar går runt honan tills hon tillåter kopulationen. Enligt ett fåtal observationer kan honor i östra Afrika bli brunstiga under alla årstider. I torrare och kyligare regioner är parningen antagligen kopplad till vara och fuktiga tider. Efter 35 till 37 dagar dräktighet föds upp till 6 ungar, ofta 2 eller 3. Ungarna är vid födelsen nakna och blinda och de väger 5 till 11 g. De har en snabb viktökning. Könsmognaden infaller efter 5 till 6 månader men flera exemplar i kyliga regioner fortplantar sig för första gången efter första vintern. Ungens första mjuka taggar utvecklas under första dagen. Ungarna föds i ett gömställe som fodras med mjuka växtdelar. I flera fall dokumenterades att en hona äter sina ungar. Ungarna börjar efter cirka 24 dagar med fast föda. Ögonen öppnas efter 15 dagar eller några dagar senare. Ungarna diar sin mor 4 till 6 veckor och de lämnar modern 30 till 45 dagar senare.
Dess huvudsakliga predatorer är mjölkuv (Bubo lacteus), schakal, hyena och honungsgrävling.

## Som sällskapsdjur
Afrikansk pygméigelkott hålls som sällskapsdjur och matas då med insekter och olika larver som syrsor och zophobas, men även torrfoder, ärtor, majs, potatis, sallad samt blöt kattmat. Igelkotten bör inte få mer än 30 g kött/insekter per dag. Afrikansk pygméigelkott kallas i sällskapsdjurskretsar även för vitmagad eller vitbukad igelkott.